# Ян ван Реде
Ян ван Реде (нід. Jan van Reede, 12 січня 1878 — 15 листопада 1956) — нідерландський вершник.
Бронзовий призер Олімпійських Ігор 1928 року в командній виїздці.